# Oliver Hardy
Oliver Norvell Hardy (Harlem, 18 gennaio 1892 – North Hollywood, 7 agosto 1957) è stato un attore e comico statunitense.
Costituì con Stan Laurel la più famosa coppia comica della storia del cinema, il duo Laurel & Hardy, in Italia ribattezzato Stanlio e Ollio.
Hardy è stato un innovatore soprattutto per quanto concerne la gestualità, fatta di movenze buffe, ma al contempo eleganti e agili. In particolare il talento comico di Oliver Hardy era caratterizzato dal camera-look: un espediente cinematografico consistente nel rivolgersi direttamente agli spettatori per ricercarne la complicità, guardando direttamente nella cinepresa. Un'altra caratteristica dell'attore era l'accento americano con il quale recitava nei suoi film. Questo meccanismo filmico, gradito dal pubblico che si sentiva così coinvolto nel racconto cinematografico, fu uno dei punti di forza dell'attore americano nelle pellicole con Stan Laurel. L'attore ha spesso cantato in alcuni film del duo, dimostrando così anche un grande talento vocale blues.
Includendo anche le pellicole in cui appare senza Laurel, dal 1914 al 1951 ha interpretato oltre 250 film, il che fa di lui uno degli attori più prolifici della storia del cinema.

## Biografia

### Gli inizi
Oliver Norvell Hardy nacque il 18 gennaio 1892 a Harlem, Georgia, nell'abitazione di 125 South Hicks Street. La sua famiglia, di origini inglesi e scozzesi, a differenza di quella di Stan, non aveva mai avuto a che fare con il mondo dello spettacolo. Suo padre Oliver sr. (1841-1892) era un veterano della guerra civile, durante la quale aveva partecipato alla battaglia di Antietam del 17 settembre 1862. Di professione avvocato, lavorò come capocantiere per la Georgia Southern Railroad, supervisionando gli edifici della linea ferroviaria fra Augusta e Madison, Florida. Sua madre, Mary Emily Norvell Jackson (1860-1948), era discendente dei Norvell di Williamsburg, una famiglia della Virginia che arrivò nella Georgia attorno al 1635.
Si sposarono il 12 marzo 1890: per Emily, già vedova, era il secondo matrimonio, per Oliver il terzo. Due anni dopo la nascita di Oliver Norvell, la famiglia si trasferì a Harlem nella Georgia. Oliver sr. morì nel novembre dello stesso anno (1892). Oliver da bambino non aveva interesse per la scuola, era dotato di una bella voce e andava spesso e volentieri a teatro.
La madre, che nel frattempo aveva aperto una catena di alberghi, pensò di iscriverlo al conservatorio, ma anche lì — seppur la sua bravura nel canto fosse evidente — Oliver non dimostrava impegno. Fallita anche la prova di inserirsi in una scuola militare, Oliver decise di seguire la carriera del cantante: a soli otto anni, entrò a far parte del gruppo dei Menestrelli dei Coburn, ma la nostalgia di casa per un bambino così piccolo si fece sentire, e lo show per lui durò poco tempo.
Hardy nel frattempo completò gli studi liceali e si iscrisse all'Università di Atlanta presso la facoltà di giurisprudenza dove Oliver ebbe una discreta carriera nella squadra di football universitaria, lasciò però gli studi dopo due anni per inseguire la sua vera vocazione: la recitazione.
Nel 1910, tutta la famiglia si trasferì a Milledgeville, dove il diciottenne Norvell trovò lavoro nell'unico cinema della città, diventandone il proiezionista e il manager. Infatuato dalla nuova industria cinematografica, cominciò a convincersi di poter entrare anche lui nel folle mondo delle comiche, il suo spettacolo preferito. Un amico gli suggerì di andare a Jacksonville, città conosciuta perché vi venivano girati molti film,Norvell vi si trasferì nel 1913, trovando lavoro come cantante nei cabaret notturni e comparsa ai Lubin Studios di giorno. Nel novembre 1913, si sposò con Madelyn Saloshin, la musicista che lo accompagnava al piano.

### Il cattivo nelle comiche (1914-1925)

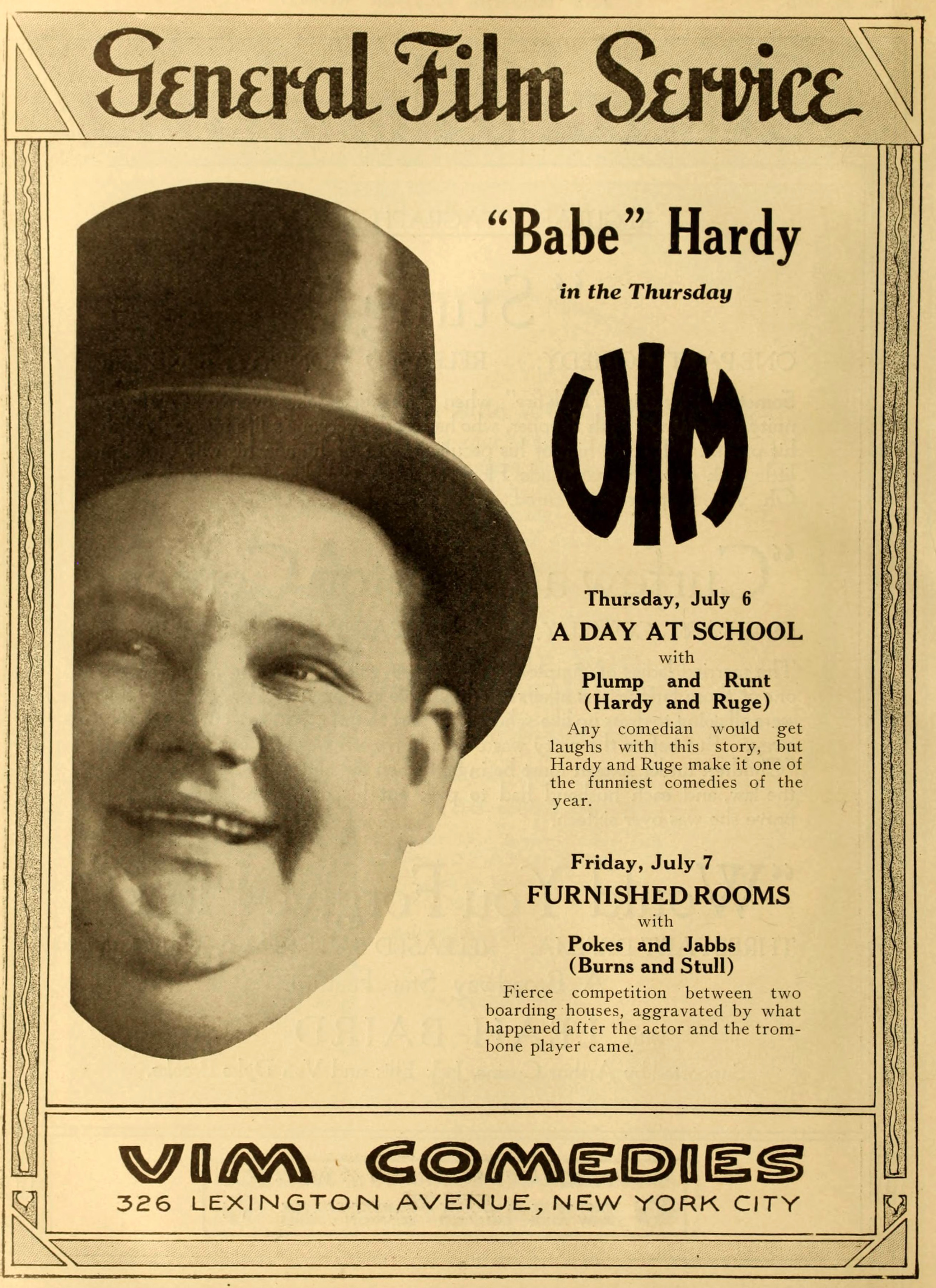
Oliver Hardy a 24 anni, ritratto nella rivista The Moving Picture World annunciante la programmazione del film del 1916 A Day at School di Willard Louis (1882-1926)

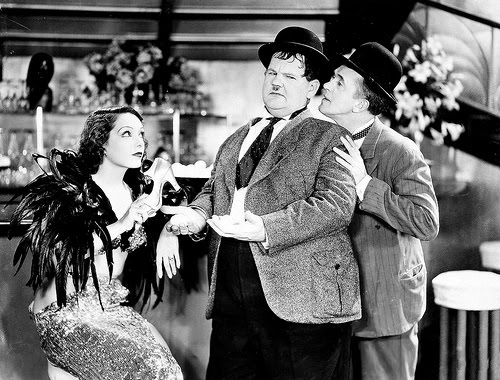
Ollio, Stanlio e Lupe Vélez in La grande festa (1934)

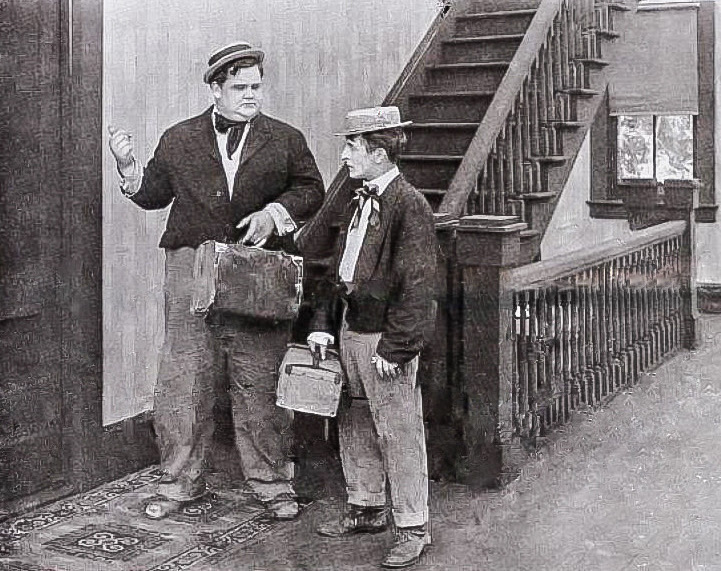
Un cortometraggio per la Lubin con Oliver Hardy nel ruolo del cattivo (1914-1915)

Nel 1914 Norvell si presentò alla Lubin Motion Pictures, dove, grazie alla sua corporatura (1,83 m di altezza per circa 120 kg di peso che, negli anni, arrivarono sino a circa 160 kg), ottenne varie parti nel tipico ruolo del grassone "cattivo", personaggio questo che ripeté spesso in molti film di quel periodo. Nel suo primo film, Outwitting Dad, uscito nell'aprile del 1914, Norvell apparve come Norvell Oliver Hardy, volendo in questo modo rendere omaggio a suo padre. Tra gli amici Norvell era invece conosciuto come "Babe" Hardy, un soprannome che gli era stato dato da un barbiere italiano, il quale — mettendogli del talco sulle guance appena sbarbate — gli diceva: «Nice Baby!» ("Che bel pupo!").
Oliver utilizzò il soprannome "Babe" Hardy in molti dei suoi film, anche in epoca successiva al suo impiego alla Lubin. Nel 1915, dopo aver già realizzato cinquanta comiche alla Lubin, si trasferì a New York per passare alla Pathé, Casino e Edison Studios. Tornò comunque nella città di Jacksonville per realizzare altri short muti per la Vim Comedy Film Company (1916) e per la King Bee Studios (1917). Nei film della prima casa di produzione, Hardy fu spalla di Billy Ruge, come parte della coppia "Plump & Runt", anche se non si trattava di un vero duo comico, bensì di film interpretati sempre dagli stessi attori.
In seguito lavorò per Billy West, famoso imitatore di Charlie Chaplin. Fu con lui, nel 1917-1918, che si trasferì per la prima volta a Los Angeles. Tra il 1918 e il 1923, Hardy fece da spalla a Jimmy Aubrey e a Larry Semon, per una lunga serie di film prodotti dalla Vitagraph. Nel 1920 si separò da sua moglie, da cui divorziò definitivamente nel 1921. Il 24 novembre dello stesso anno, Babe si risposò con la giovane attrice Myrtle Lee Reeves. Anche questo sarà un matrimonio infelice poiché, verso la fine degli anni venti, Myrtle avrà seri problemi di alcolismo.

### L'incontro con Stan Laurel

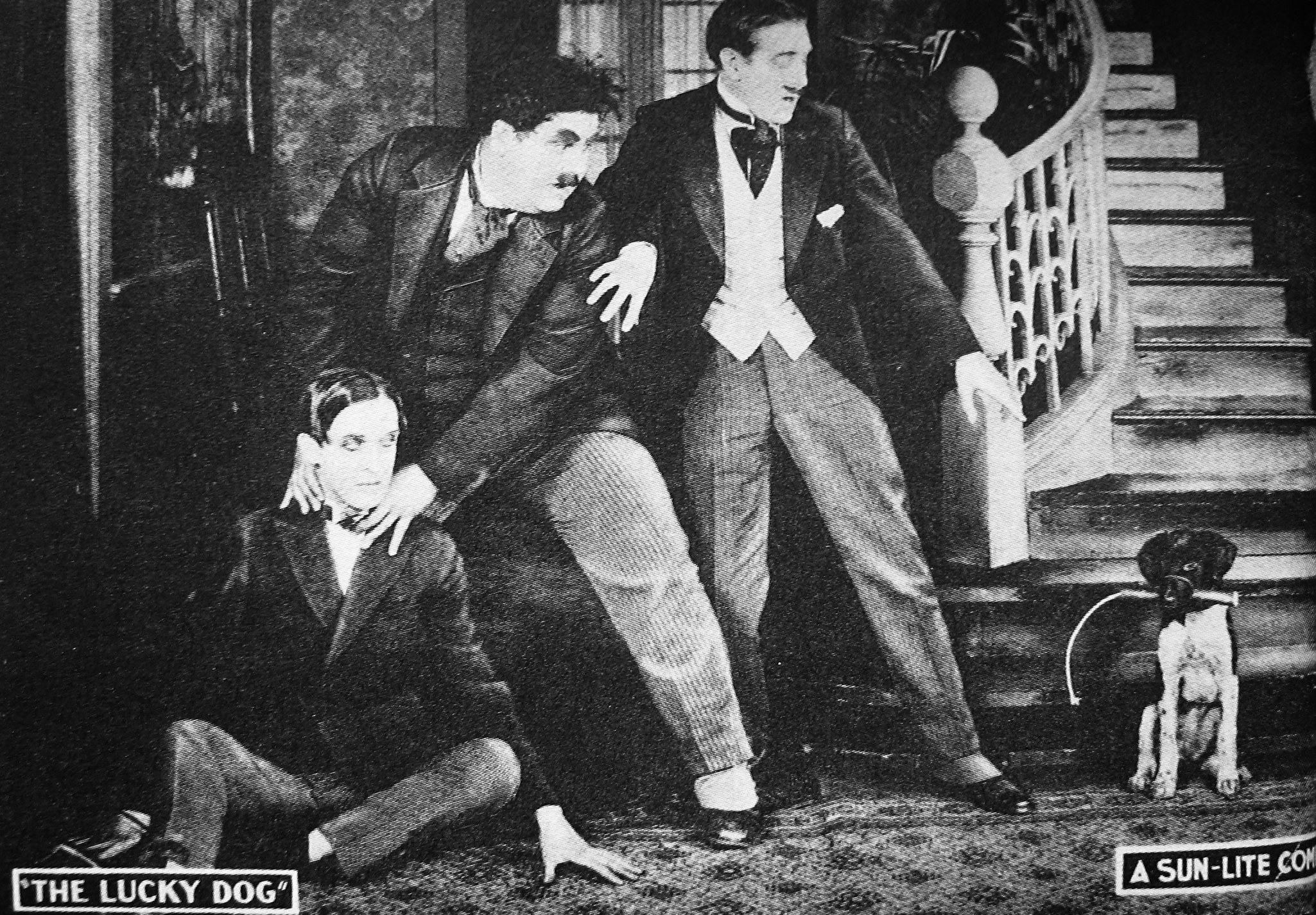
Stanlio e Ollio nel loro primo film The Lucky Dog (1921)

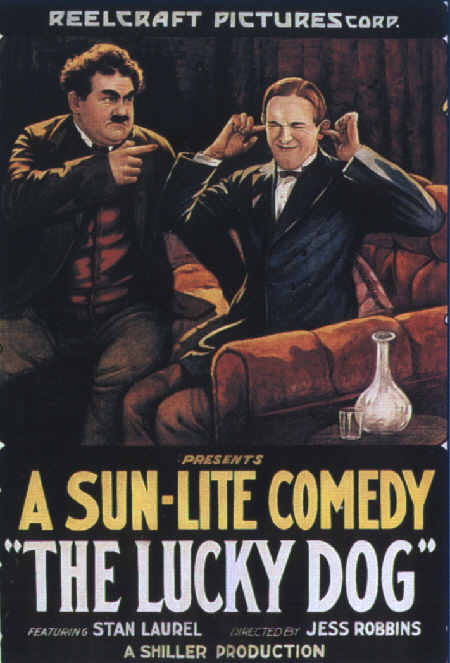
La locandina del film The Lucky dog (1921)

Nel 1921, Oliver e Jesse Robbins, regista delle comiche di Aubrey, vennero "prestati" a Gilbert "Broncho Billy" Anderson per girare la comica pilota di una nuova serie con un giovane comico inglese di nome Stan Laurel. Il film, The Lucky Dog, rappresentò la prima apparizione di Laurel e Hardy insieme, ma in seguito i due non si rivedranno fino al loro ingresso negli Studi Roach.
Nel 1924, Hardy iniziò a lavorare negli Hal Roach Studios, partecipando alle comiche della serie di cortometraggi Simpatiche canaglie (Our Gang) e di Charley Chase. Nel 1925 venne inserito nel film Yes Yes Nanette, con James Finlayson, l'iroso ometto baffuto che negli anni successivi sarà un personaggio ricorrente nel film di Laurel e Hardy. Il film fu diretto da Stan Laurel. Oliver continuò a interpretare ruoli nei film con Clyde Cooke e Bobby Ray.
Nel giugno del 1926, un cosciotto d'agnello cambiò il futuro di Laurel e Hardy. Hardy doveva apparire nel film Get 'Em Young, con la regia di Stan Laurel, ma tre giorni prima del primo ciak, venne ricoverato d'urgenza per un incidente domestico: mentre tirava fuori dal forno di casa un cosciotto d'agnello, riportò serie ustioni a un braccio. Laurel, che aveva lavorato da Roach anche come attore, venne incaricato di sostituirlo, tornando così davanti alla macchina da presa e rinunciando per sempre al ruolo del regista. Roach e il regista Leo McCarey cominciarono a impiegare Laurel come attore, affiancandogli anche altri attori degli Studi, tra cui ancora Hardy. I due parteciparono a A 45 minuti da Hollywood (1926), ma non ebbero scene insieme.

### Il primo film in coppia con Stan Laurel
La svolta giunse con Duck Soup, girato nel settembre del 1926 ma uscito nel marzo del 1927: per la prima volta Laurel e Hardy recitavano come coppia. Seguirono altri cortometraggi nel 1927, e gradualmente i loro ruoli diventarono sempre più simili a quelli di un vero duo di comici. McCarey scrisse così il copione del primo film pensato espressamente per la coppia, The Second Hundred Years, girato nel giugno del 1927. La pellicola decretò finalmente il successo di Hardy come protagonista, dopo un decennio di lavoro come spalla, comparsa e antagonista in quasi 270 film.

### Il successo mondiale

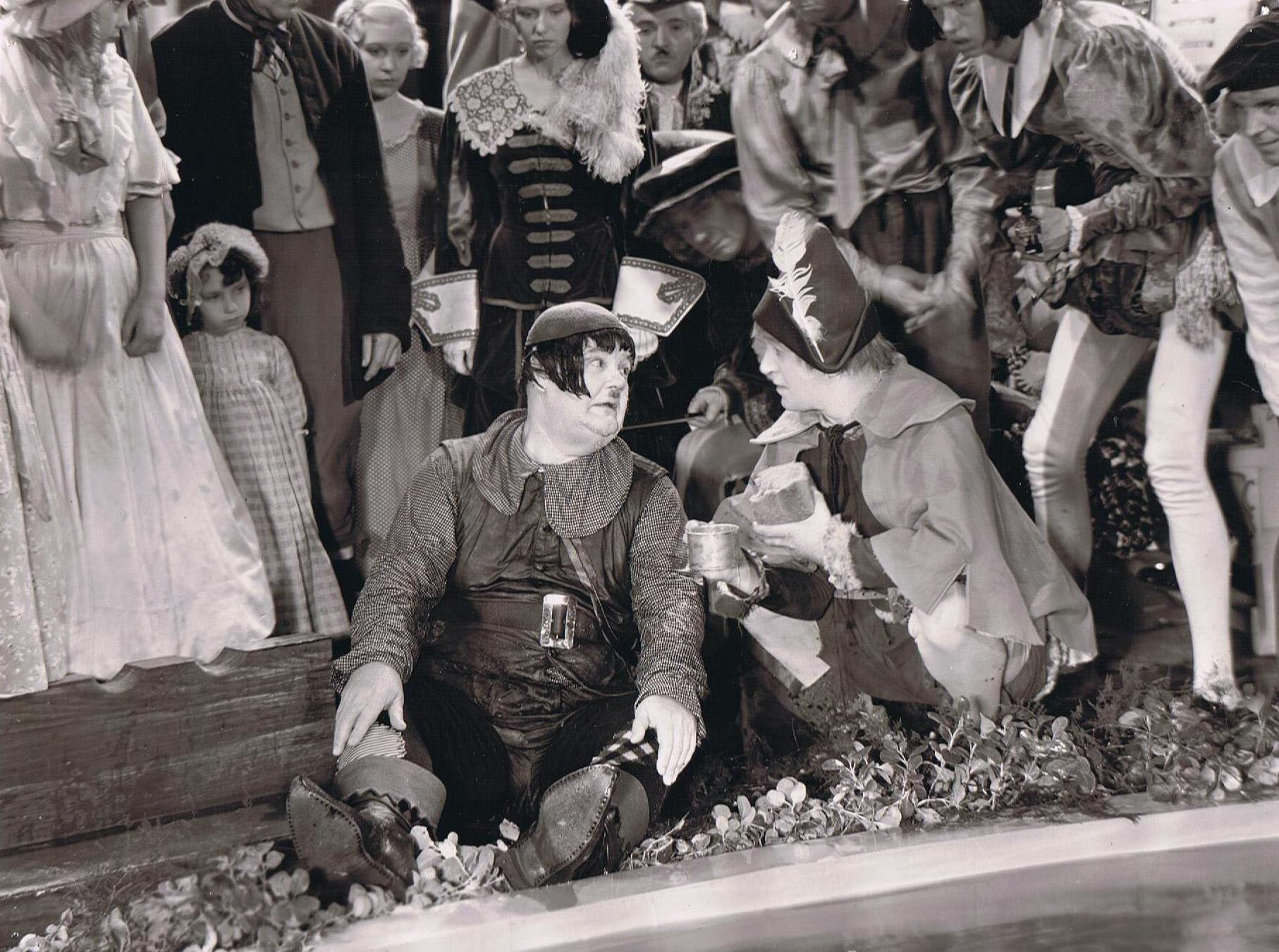
Oliver Hardy e Stan Laurel nel film-operetta Nel paese delle meraviglie (1934)

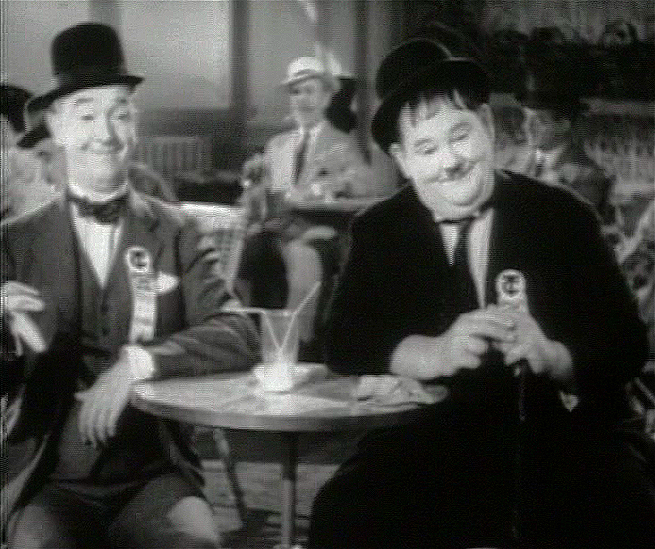
Oliver Hardy (a destra nella foto) insieme a Stan Laurel nel film I diavoli volanti (1939)

Creata la coppia comica destinata a diventare una delle più famose di tutti i tempi, Laurel e Hardy iniziarono la loro produzione insieme alla fine del 1927, con capolavori della comicità quali La battaglia del secolo (1927), un film memorabile per la più grande battaglia di torte mai girata, Leave 'Em Laughing (1928), Pranzo di gala, Musica classica, Gli uomini sposati devono andare a casa?, Marinai a terra, Affari in grande, Non abituati come siamo (1929), che segnò il passaggio della coppia dal cinema muto al sonoro, Sotto zero (1930), La sbornia, I monelli, Un nuovo imbroglio, Tutto in ordine (1932) e molti altri.
Nel 1929 la coppia apparve nel film "All Stars" Hollywood che canta e nell'anno successivo come rinforzo comico nel musical Il canto del bandito (proiettato in Italia con il titolo Amore Gitano). Nel 1931 Laurel e Hardy esordirono con il loro primo lungometraggio, Muraglie, il primo di una serie di grandi film che spopolarono in tutto il mondo. Forse, il loro più grande successo fu La scala musicale (1932), che vinse l'Oscar per il miglior cortometraggio.

### Il carattere

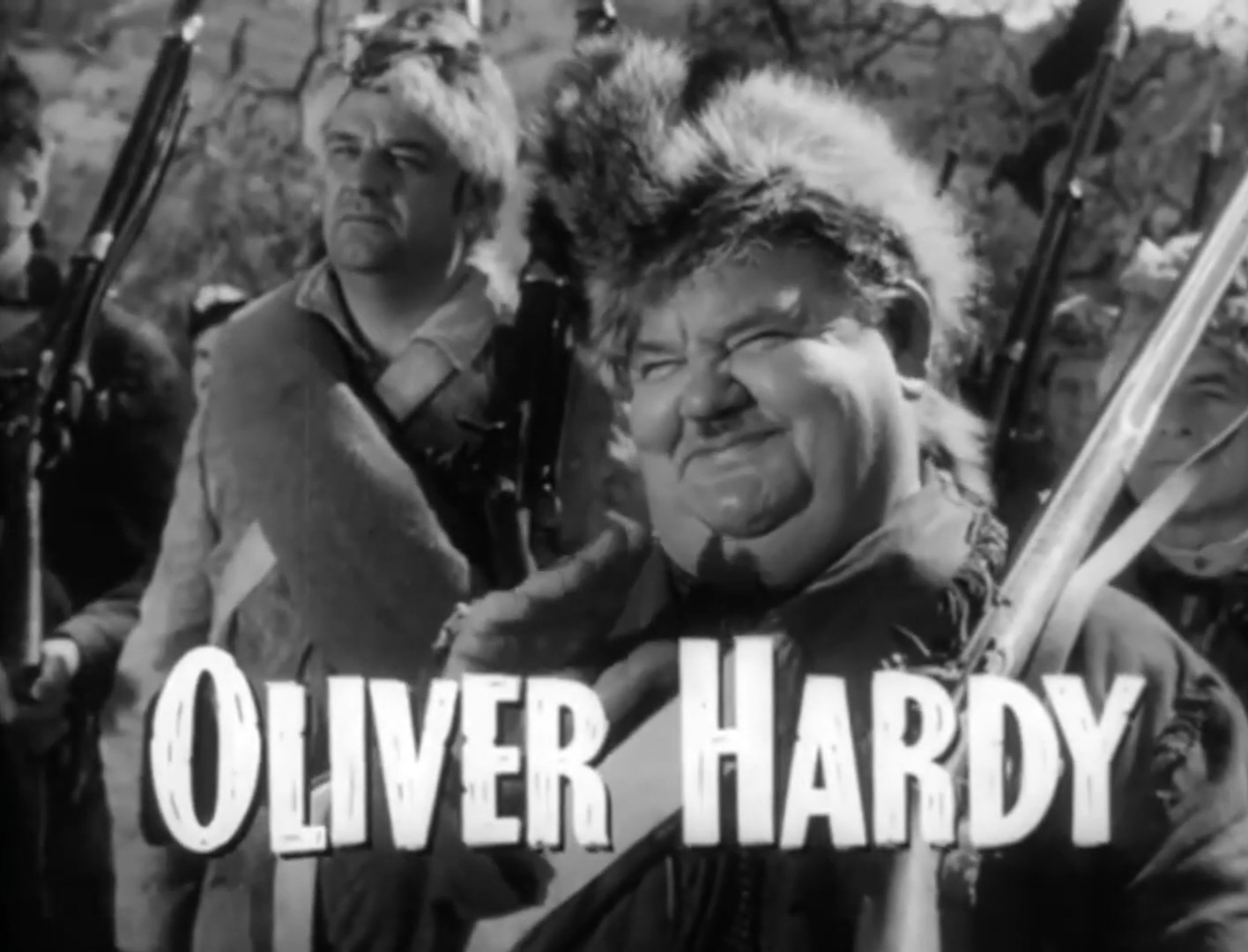
Oliver Hardy nel trailer di Il ritorno del kentuckiano (1949)

Attori affiatati e dai tempi comici straordinari, Laurel e Hardy si stimavano moltissimo ed erano amici e complici sul set, ma tutte le fonti e i diretti interessati hanno sempre dichiarato che fuori dagli studios ognuno aveva la propria vita privata. Raramente si incontravano fuori dal set, se non per qualche cena con le mogli o qualche battuta di pesca. Secondo le parole di Stan, Babe Hardy era un "playboy", inteso come un tipo mondano, amante della buona cucina e del divertimento.
Finito di girare, correva a giocare a golf al Country club di Los Angeles, oppure si dedicava a scommettere (e a perdere, sembra) alle corse dei cavalli. Amici di Hardy nel tempo libero erano Bing Crosby, W. C. Fields, lo stesso Roach, ma anche Adolphe Menjou (battuto a golf in una famosa partita fra attori di Hollywood) e James Parrott, uno dei registi più prolifici della coppia. Oliver era un attento esecutore delle indicazioni di Stan, scrittore-regista-attore-montatore dei loro film.
Sapeva esattamente in che modo realizzare quanto gli era stato chiesto; «Chiedi a Stan» era la frase che diceva spesso quando gli venivano chieste delle opinioni sul copione. Perciò Laurel, che sullo schermo appariva come un mentecatto, era in realtà il genio creativo, mentre Hardy, il saccente nei film, nella vita privata era piuttosto pigro, ma si impegnava a fondo sul set per realizzare le idee degli altri (ma non sul come realizzarle: le espressioni facciali di Hardy, il modo di recitare e i gesti erano tutti di tasca sua). 
Questa grande forma di rispetto reciproco rese salda l'amicizia tra i due, durata per più di trent'anni senza mai un litigio, almeno stando alle biografie più accreditate.

### La vita privata

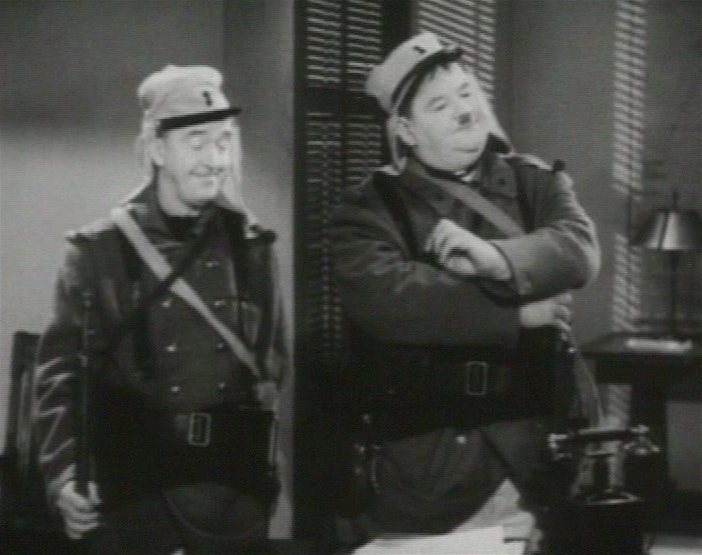
Oliver e Stan in una scena di I diavoli volanti (1939)

Nel 1936, la vita privata di Hardy subì un duro colpo quando la seconda moglie Myrtle chiese il divorzio, ottenuto poi nel maggio del 1937. In attesa della soluzione di un problema contrattuale tra Laurel e Hal Roach, alla fine dell'estate del 1938, Hardy realizzò da solo Zenobia, con Harry Langdon. Nel 1939, Laurel e Hardy firmarono dei nuovi contratti, separati ma sottoscritti lo stesso giorno, con il boss Roach, che "diede in prestito" i due alla RKO Pictures per realizzare I diavoli volanti.
Sul set di questo film, Hardy s'innamorò di Virginia Lucille Jones, la segretaria di edizione, che sposò l'anno successivo. Fu un matrimonio felice, che durò fino alla morte di lui. Dopo due film usciti nel 1940, all'inizio del 1941 Laurel e Hardy lasciarono Roach e passarono alla 20th Century Fox, con la quale, insieme alla Metro-Goldwyn-Mayer, gireranno ancora otto film.

### Le tournée in Europa

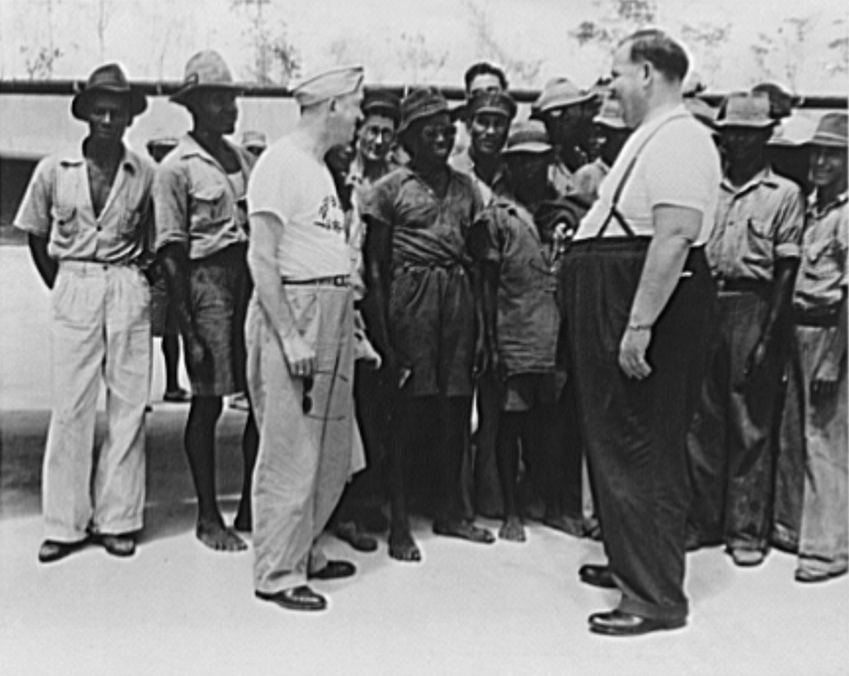
Oliver Hardy in compagnia di Stan Laurel in un'immagine del 1941

Il successo in America iniziò a diminuire, cosicché nel 1947 Laurel e Hardy si recarono in tournée in Europa, dove la loro fama era ancora grandissima. Visitarono anche l'Italia, dove furono accolti con grande entusiasmo, tanto che, secondo alcune fonti, anche papa Pio XII volle incontrarli in privato.
Nel giugno del 1950, durante uno spettacolo teatrale tenutosi a Villa Aldobrandini a Roma, Hardy conobbe finalmente di persona il suo doppiatore italiano, il giovane attore di nome Alberto Sordi. Hardy ritornò nel frattempo sui set cinematografici nel 1949 con Dopo Waterloo - Il ritorno del Kentuckiano, accanto a John Wayne, e l'anno dopo ebbe una piccola parte in La gioia della vita (1950) di Frank Capra, nel ruolo di uno scommettitore di cavalli.
Laurel e Hardy ritornarono quindi in Europa per girare il loro ultimo film, Atollo K, una coproduzione italo-francese che si rivelò un fiasco. A fianco dei due attori avrebbe dovuto recitare anche Totò, che però, poco prima dell'avvio delle riprese, aveva firmato un contratto con un'altra compagnia cinematografica. Darà forfait anche un altro comico previsto nel cast del film, il francese Fernandel.
La coppia tornò ancora in due occasioni sul palcoscenico nel Regno Unito, prima nel 1952 e poi nel 1953-1954. Il grande favore del pubblico li spinse ad andare avanti finché le condizioni di salute di Babe prima, e quelle di Stan dopo, peggiorarono così tanto da costringere i due a concludere in anticipo il loro ultimo tour nel maggio del 1954.

### Ultimi anni
Tornati negli Stati Uniti, la loro popolarità tornò ai vertici degli anni d'oro, grazie a una massiccia riproposta dei loro film migliori in televisione. Nel 1955, la coppia firmò un contratto con il figlio di Hal Roach per una serie di show a colori, alcuni di questi basati su vecchie favole per bambini, intitolata Le Fiabe di Laurel & Hardy. Le fiabe avrebbero dovuto essere girate a colori per la NBC. Alla vigilia delle riprese, Laurel venne colpito da un attacco di cuore ad aprile e, una volta guarito, fu lo stesso Hardy a subire a sua volta un forte attacco di cuore verso la fine dell'anno, così le puntate della serie di show non vennero mai girate.
Oliver Hardy trascorse il 1956 cercando di riprendersi e sottoponendosi a una dieta molto rigida. Per la prima volta nella sua vita si ritrovò a essere magro, cosa che non gli piaceva affatto. Preferì abbandonare le scene e chiudersi in casa, senza vedere più nessuno. Il 14 settembre 1956, un ictus lo portò alla semiparalisi; non poteva quasi più muoversi e, come racconta lo stesso Stan, aveva difficoltà anche a parlare, per cui i due ricorsero alla loro arte mimica per comunicare a gesti. Ne subì altri due agli inizi di agosto del 1957, entrando in un coma dal quale non si riprese più.

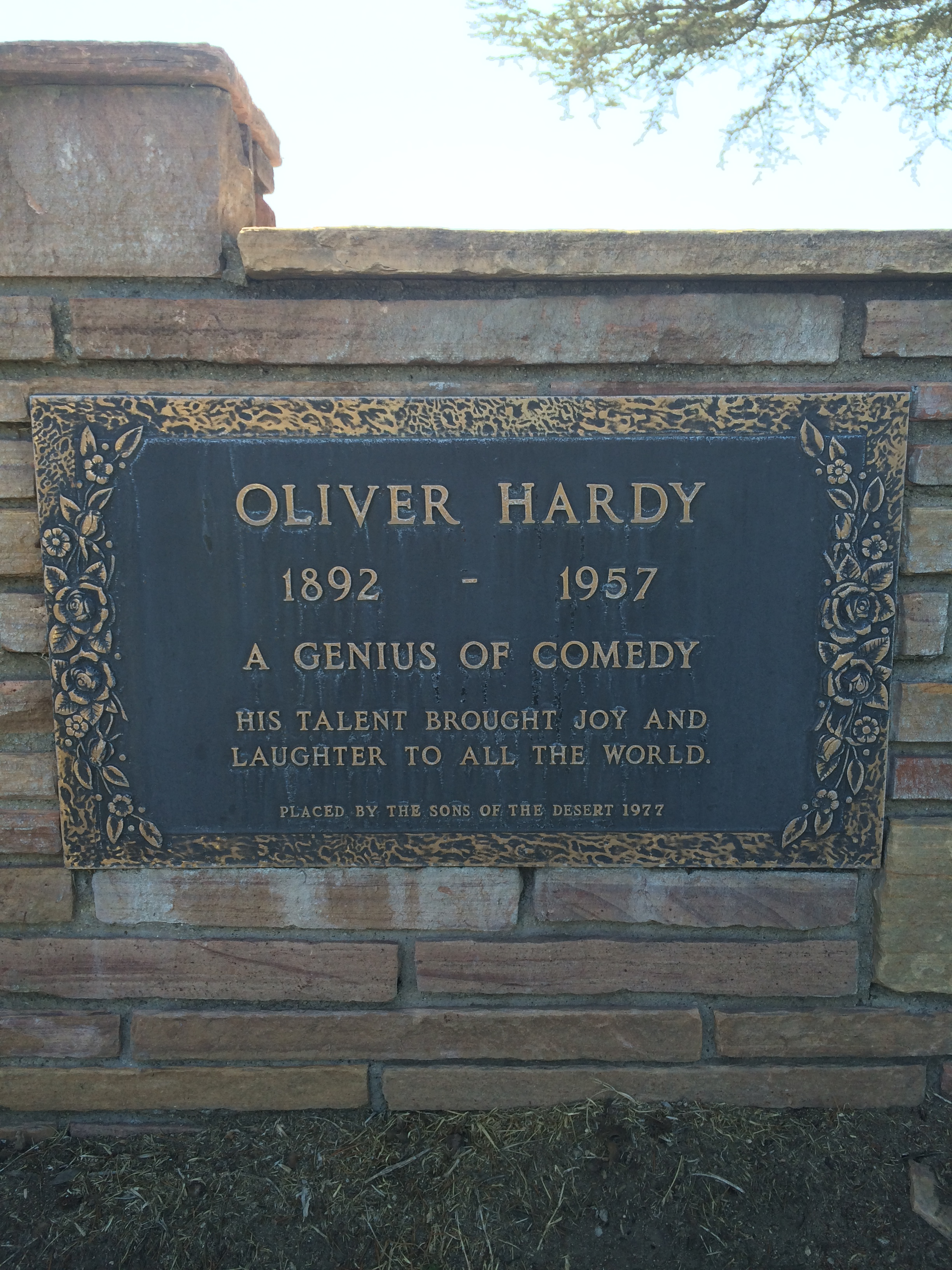
Tomba di Oliver Hardy, al Valhalla Memorial Park Cemetery

### La morte
Hardy morì a causa dell’aggravarsi delle condizioni di salute la mattina del 7 agosto 1957 all'età di 65 anni, presso la casa della suocera, al 5421 di Auckland Avenue, a North Hollywood. È stato cremato e le sue ceneri sono state seppellite nel Masonic Garden (giardino massonico) del cimitero Valhalla Memorial Park Cemetery, a nord di Hollywood a Los Angeles. Stan, pur ben consapevole delle pessime condizioni dell'amico, rimase comunque sconvolto dalla sua morte. Dichiarò alla stampa: 

### Massoneria
Oliver Hardy è anche ricordato come appartenente alla massoneria e fu membro della loggia "Salomon Lodge n. 20" di Jacksonville, in Florida, ed è citato come tale in numerosi elenchi di massoni famosi.
Il film I figli del deserto è del resto espressamente ispirato a una branca della massoneria statunitense, lo "Shrine". Sulla lapide della sua tomba, nel 1957 i massoni dell'Antico Ordine Arabo dei Nobili del Santuario Mistico vollero collocare una targa commemorativa con inciso: «Oliver Hardy 1892-1957, un genio della comicità – Il suo talento portò gioia e risate in tutto il mondo».

## Filmografia

### Filmografia con Stan Laurel (Stanlio e Ollio)
- Cane fortunato (The Lucky Dog), regia di Jess Robbins (1921)
- A 45 minuti da Hollywood (45 Minutes from Hollywood), regia di Fred Guiol (1926)
- Zuppa d'anatra (Duck Soup), regia di Fred Guiol (1927)
- Mogli sfuggenti - Mogli insinuanti (Slipping Wives), regia di Fred Guiol (1927)
- Amale e piangi (Love'em and Weep), regia di Fred Guiol (1927)
- Perché le ragazze amano i marinai (Why Girls Love Sailors?), regia di Fred Guiol (1927)
- Con amore e fischi (With Love and Hisses), regia di Fred Guiol (1927)
- Come mi pento - Ricconi (Sugar Daddies), regia di Fred Guiol (1927)
- Marinai in guardia (Sailors Beware - Ships Hero), regia di Hal Yates (1927)
- Now I'll Tell One, regia di James Parrott (1927)
- I due galeotti (The Second Hundred Years), regia di Fred Guiol (1927)
- Una famiglia di matti (Call of the Cuckoo), regia di Clyde Bruckman (1927)
- Giù i cappelli - Rompi il cappello (Hats Off (perduto)), regia di Hal Yates (1927)
- I detective pensano? (Do Detectives Think?), regia di Fred Guiol (1927)
- Metti i pantaloni a Philip (Putting Pants on Philip), regia di Clyde Bruckman (1927)
- La battaglia del secolo (The Battle of the Century), regia di Clyde Bruckman (1927)
- Lasciali ridendo - Mal di denti (Leave'em Laughing), regia di Clyde Bruckman (1928)
- Elefanti che volano - Elefanti volanti (Flying Elephants), regia di Frank Butler (1928)
- Il tocco finale (The Finishing Touch), regia di Clyde Bruckman (1928)
- Pranzo di gala - Dalla minestra alla frutta (From Soup to Nuts), regia di Edgar Kennedy (1928)
- Musica classica (You're Darn Tootin'), regia di Edgar Kennedy (1928)
- Una bella serata - Il loro momento magico (Their Purple Moment), regia di James Parrott (1928)
- Gli uomini sposati devono andare a casa? - Gli uomini sposati dovrebbero restare a casa? (Should Married Men go Home?), regia di James Parrott (1928)
- Le ore piccole - Presto a letto - Tutti a letto (Early to Bed), regia di Emmett J. Flynn (1928)
- Marinai a terra (Two Tars), regia di James Parrott (1928)
- Habeas corpus - Paura al cimitero (Habeas Corpus), regia di James Parrott (1928)
- Noi sbagliamo (We Faw Down - We Slip Up), regia di Leo McCarey (1928)
- Libertà - Viva la libertà (Liberty), regia di Leo McCarey (1929)
- Blue Boy, un cavallo per un quadro - Di nuovo sbagliato (Wrong Again), regia di Leo McCarey (1929)
- Ecco mia moglie - Nostra moglie (That's My Wife), regia di Lloyd French (1929)
- Affari in grande - Grandi affari - Uomini d'affari (Big Business), regia di James W. Horne (1929)
- Non abituati come siamo - Noi novellini (Unaccostumed As We Are), regia di Lewis R. Foster (1929)
- Agli ordini di sua altezza - Doppia baldoria (Double Whoopee), regia di Lewis R. Foster (1929)
- Concerto di violoncello - Concerto per violoncello (Berth Marks), regia di Lewis R. Foster (1929)
- I due ammiragli (Men o'War), regia di Lewis R. Foster (1929)
- Tempo di pic-nic (Perfect Day), regia di James Parrott (1929)
- L'esplosione (They Go Boom), regia di James Parrott (1929)
- Squadra sequestri - Gli acchiappamosche - Gli acchiappagrane (Bacon Grabbers), regia di Lewis R. Foster (1929)
- Lavori forzati (The Hoose-Gow), regia di James Parrott (1929)
- Hollywood che canta (The Hollywood Revue of 1929), regia di Charles Reisner (1929)
- La capra Penelope - Amor di capra (Angora Love), regia di Lewis R. Foster (1929)
- I ladroni - I due ladroni (Night Owls), regia di James Parrott (1930)
- La sbornia - Lo sbaglio (Blotto), regia di James Parrott (1930)
- I monelli (Brats), regia di James Parrott (1930)
- Sotto zero (Below Zero), regia di James Parrott (1930)
- Il canto del bandito - Amore gitano (The Rogue Song), regia di Lionel Barrymore (1930)
- Un marito servizievole - L'antenna - Pazzia pura (Hog Wild), regia di James Parrott (1930)
- L'eredità - L'erede - I vagabondi (The Laurel & Hardy Murder Case), regia di James Parrott (1930)
- Un nuovo imbroglio - Un altro bel pasticcio - Un nuovo bell'imbroglio (Another Fine Mess), regia di James Parrott (1930)
- La bugia - Siate grandi! (Be Big), regia di James Parrott (1931)
- I polli tornano a casa - Donne e guai - Polli, tornate a casa - Polli tornata a casa (Chickens Come Home), regia di James W. Horne (1931)
- I gioielli rubati (The Stolen Jools - The Slippery Pearls), regia di William C. McGann (1931)
- Non c'è niente da ridere - Vita a tre - Risate a crepapelle (Laughing Gravy), regia di James W. Horne (1931)
- La sposa rapita (Our Wife), regia di James W. Horne (1931)
- Muraglie (Pardon Us), regia di James Parrott e James W. Horne (1931)
- Un salvataggio pericoloso - Confessate! (Come Clean), regia di James W. Horne (1931)
- Andiamo a lavorare - Una buona svolta (One Good Turn), regia di James W. Horne (1931)
- I due legionari - Gli allegri legionari - Legione straniera (Beau Hunks - Beau Chumps), regia di James W. Horne (1931)
- In libertà (On the Loose), regia di Hal Roach (1931)
- Tutto in ordine (Helpmates), regia di James Parrott (1932)
- Pugno di ferro (Any Old Port), regia di James W. Horne e James Parrott (1932)
- La scala musicale - La scatola musicale - Piano... forte (The Music Box), regia di James Parrott (1932)
- Il circo è fallito - Lo scimpanzé - Stanlio & Ollio eroi del circo (The Chimp), regia di James Parrott (1932)
- Ospedale di contea - La visita (County Hospital), regia di James Parrott (1932)
- Ospiti inattesi - Gli imputati (Scram!), regia di Raymond McCarey (1932)
- Il compagno B - Conoscete Mr. Smith? - Impacchetta i tuoi guai (Pack Up Your Troubles), regia di George Marshall e Raymond McCarey (1932)
- Un'idea geniale - Noi e il piccolo Slim - Noi e il pupo (Their First Mistake), regia di George Marshall (1932)
- Trainati in un buco - Buone vacanze - Precipitati in un buco (Towed in a Hole), regia di George Marshall (1932)
- Anniversario di nozze - Due come noi - Lui e l'altro (Twice Two), regia di James Parrott (1933)
- Fra Diavolo (The Devil's Brother - Bogus Bandits), regia di Hal Roach (in collaborazione con Charley Rogers) (1933)
- Il regalo di nozze - Regalo d'onore - Via Convento (Me and My Pal), regia di Charley Rogers (1933)
- La ronda di mezzanotte - Guerra ai ladri (The Midnight Patrol), regia di Lloyd French (1933)
- Lavori in corso - Falegnami (Busy Bodies), regia di Lloyd French (1933)
- Attenti al click (Wild Poses), regia di Robert F. McGowan (1933)
- Alchimia - Sporco lavoro (Dirty Work), regia di Lloyd French (1933)
- I figli del deserto (Sons of the Desert), regia di William A. Seiter (1933)
- Annuncio matrimoniale - Ollio sposo mattacchione - La vita privata di Oliver VIII (Oliver the Eighth), regia di Lloyd French (1934)
- La grande festa (Hollywood Party), regia di Richard Boleslawski, Charles Reisner, Allan Dwan, George Stevens e Roy Rowland (1934)
- Andando a spasso (Going Bye-Bye), regia di Charles Rogers (1934)
- Vita in campagna - Vita di campagna (Them Thar Hills), regia di Charles Rogers (1934)
- Nel paese delle meraviglie - Il Villaggio Incantato - Stanlio & Ollio nel paese delle meraviglie (Babes in toyland - March of the Wooden Soldiers), regia di Charles Rogers e Gus Meins (1934)
- Il fantasma stregato - Il vascello stregato (The Live Ghost), regia di Charles Rogers (1934)
- Questione d'onore - Una questione d'onore (Tit for Tat), regia di Charles Rogers (1935)
- Gelosia - Allegri poeti (The Fixer Uppers), regia di Charles Rogers (1935)
- Fratelli di sangue - L'orologio antico - Più consistente dell'acqua (Thicker than Water), regia di James W. Horne (1935)
- Allegri eroi - Gli allegri Scozzesi - La bella Scozia (Bonnie Scotland - Heroes of the regiment), regia di James W. Horne (1935)
- La ragazza di Boemia - Noi siamo zingarelli (The Bohemian Girl), regia di James W. Horne e Charles Rogers (1936)
- Sulla strada sbagliata (On the Wrong Trek), regia di Charles Parrott e Harold Law (1936)
- Allegri Gemelli - I nostri parenti (Our Relations), regia di Harry Lachman (1936)
- I fanciulli del West - Allegri vagabondi - Verso il lontano West (Way Out West), regia di James W. Horne (1937)
- Scegliete una stella (Pick a Star - Movie Struck), regia di Edward Sedgwick (1937)
- Avventura a Vallechiara o Noi e... la gonna (Swiss Miss), regia di John G. Blystone, Hal Roach (1938)
- Vent'anni dopo - Stanlio & Ollio teste dure (Block-Heads), regia di John G. Blystone (1938)
- I diavoli volanti (The Flying Deuces), regia di A. Edward Sutherland (1939)
- Noi siamo le colonne - Uno sciocco a Oxford (A Chump at Oxford), regia di Alfred J. Goulding (1940)
- C'era una volta un piccolo naviglio - Cretini in mare - Il piccolo naviglio (Saps at Sea), regia di Gordon Douglas (1940)
- Ciao amici! (Great Guns), regia di Monty Banks (1941)
- Sim salà bim (A-Haunting We Will Go), regia di Alfred L. Werker (1942)
- L'albero in provetta (The Tree in a Test Tube), regia di Charles McDonald (1942)
- Il nemico ci ascolta (Air Raid Wardens), regia di Edward Sedgwick (1943)
- Gli allegri imbroglioni - Gli allegri imbroglioni e il rock n' roll - I ballerini (Jitterbugs), regia di Malcolm St. Clair (1943)
- Maestri di ballo (The Dancing Masters), regia di Malcolm St. Clair (1943)[13]
- Il grande botto (The Big Noise), regia di Malcolm St. Clair (1944)[14]
- Sempre nei guai (Nothing But Trouble), regia di Sam Taylor (1944)[15]
- I Toreador (The Bullfighters), regia di Malcolm St. Clair (1945)[16]
- Atollo K (Atoll K - Utopia - Robinson Crusoeland), regia di Léo Joannon (1951)

## Doppiatori italiani
Nelle versioni in italiano dei suoi film, Hardy è stato doppiato da:
- Paolo Canali in Hollywood che canta, Sotto zero (1ª edizione), Un marito servizievole (1ª edizione, doppiaggio perduto), Il compagno B (1ª edizione, doppiaggio perduto), Un'idea geniale (1ª edizione, doppiaggio perduto), Trainati in un buco (1ª edizione, doppiaggio perduto), Anniversario di nozze (1ª edizione, doppiaggio perduto), Il regalo di nozze (1ª edizione, doppiaggio perduto), La ronda di mezzanotte (1ª edizione, doppiaggio perduto), Lavori in corso (1ª edizione, doppiaggio perduto), I figli del deserto (1ª edizione, doppiaggio perduto escluso un frammento), Annuncio matrimoniale (1ª edizione, doppiaggio perduto), La grande festa, Nel paese delle meraviglie (1ª edizione, doppiaggio perduto), Questione d'onore (1ª edizione, doppiaggio perduto), Allegri eroi (1ª edizione, doppiaggio perduto), La ragazza di Boemia (1ª edizione, doppiaggio perduto), La ragazza di Boemia (1ª edizione, doppiaggio perduto), Allegri gemelli (1ª edizione, doppiaggio perduto), I fanciulli del West (1ª edizione), Scegliete una stella (1ª edizione, doppiaggio perduto)
- Alberto Sordi in Tempo di pic-nic (1ª edizione), Sotto zero (2ª edizione), Un marito servizievole (2ª edizione), Un nuovo imbroglio (1ª edizione), Muraglie, Un salvataggio pericoloso (1ª edizione), Andiamo a lavorare (1ª edizione), I due legionari (1ª edizione), Tutto in ordine (1ª edizione), La scala musicale (2ª edizione), Il circo è fallito (1ª edizione), Ospedale di contea (1ª edizione), Ospiti inattesi (2ª edizione), Il compagno B (2ª edizione), Un'idea geniale (2ª edizione), Trainati in un buco (2ª edizione), Fra Diavolo (2ª edizione), Il regalo di nozze (2ª edizione), La ronda di mezzanotte (2ª edizione), Lavori in corso (2ª edizione), Alchimia (1ª edizione), I figli del deserto (2ª edizione), Annuncio matrimoniale (2ª edizione), Andando a spasso (1ª edizione), Vita in campagna (1ª edizione), Nel paese delle meraviglie (2ª edizione), Il fantasma stregato, Questione d'onore (2ª edizione), Gelosia (1ª edizione), Fratelli di sangue, La ragazza di Boemia (2ª edizione), Avventura a Vallechiara, Vent'anni dopo, I diavoli volanti, Noi siamo le colonne, C'era una volta un piccolo naviglio, Ciao amici! (1ª edizione), Sim salà bim (1ª edizione, doppiaggio perduto), Il nemico ci ascolta, Gli allegri imbroglioni, Maestri di ballo (1ª edizione, doppiaggio perduto), Sempre nei guai (doppiaggio perduto), I toreador (1ª edizione, doppiaggio perduto), Il ritorno del Kentuckiano, La gioia della vita, Atollo K
- Carlo Croccolo in Concerto di violoncello, I due ammiragli, Tempo di pic-nic (2ª e 3ª edizione), Lavori forzati (1ª e 2ª edizione), I ladroni (1ª e 2ª edizione), La sbornia, I monelli, Sotto zero (3ª edizione), Un marito servizievole (3ª edizione), L'eredità (1ª, 2ª e 3ª edizione), Un nuovo imbroglio (2ª edizione), La bugia (1ª e 2ª edizione), I polli tornano a casa, Non c'è niente da ridere, La sposa rapita, Un salvataggio pericoloso (2ª edizione), I due legionari (2ª edizione), Tutto in ordine (2ª edizione), Pugno di ferro, La scala musicale (3ª edizione), Il circo è fallito (2ª edizione), Ospedale di contea (2ª edizione), Ospiti inattesi (3ª edizione), Un'idea geniale (3ª edizione), Anniversario di nozze (2ª edizione), Il regalo di nozze (3ª edizione), Lavori in corso (3ª edizione), Alchimia (2ª edizione), Annuncio matrimoniale (3ª e 4ª edizione), Andando a spasso (2ª edizione), Vita in campagna (2ª edizione), Gelosia (2ª edizione), Allegri gemelli (2ª edizione), Zenobia
- Giorgio Ariani in Non abituati come siamo, Agli ordini di sua altezza (versione sonorizzata), L'esplosione, Sotto zero (4ª edizione, doppiaggio parziale), Un marito servizievole (4ª edizione), Un nuovo imbroglio (3ª edizione), I gioielli rubati, Andiamo a lavorare (2ª edizione), Questione d'onore (3ª edizione), Allegri eroi (3ª edizione), Allegri gemelli (3ª edizione), I fanciulli del West (2ª edizione), Scegliete una stella (2ª edizione), Ciao amici! (2ª edizione), Sim salà bim (2ª edizione), L'albero in provetta, Maestri di ballo (2ª edizione), Il grande botto, I toreador (2ª edizione)
- Enrico Maggi in L'eredità (4ª edizione), La scala musicale (4ª edizione), Ospedale di contea (3ª edizione), Anniversario di nozze (3ª edizione)
- Pino Locchi in Allegri eroi (2ª edizione)
- Alessandro Capelloni in Allegri gemelli (4ª edizione)